# Franz Scheffel

Franz Scheffel

Franz Scheffel (* 10. September 1873 in Niederböhmersdorf; † 15. März 1967 in Ost-Berlin) war ein deutscher Politiker (SPD).

## Leben und Wirken
Nach dem Besuch der Volksschule absolvierte Scheffel von 1887 bis 1890 eine Schlosserlehre in Gera. Ergänzend dazu wurde er an mehreren Berufsschulen unterrichtet. Anschließend verdiente er seinen Lebensunterhalt als Maschinist. In den 1880er Jahren schloss er sich der Sozialdemokratischen Partei Deutschlands (SPD) an. Außerdem wurde er Mitglied der Gewerkschaft, in der er bald zahlreiche Funktionärstätigkeiten übernahm. In den Jahren 1906 bis 1918 amtierte er als Vorsitzender des Zentralverbandes der Maschinisten und Heizer.
Nach dem Ersten Weltkrieg wurde Scheffel Vorsitzender des Deutschen Eisenbahner-Verbandes, d. h. der Eisenbahnergewerkschaft, gewählt, einem der mächtigsten Posten in der deutschen Gewerkschaftsbewegung. Nach der Vereinigung der verschiedenen Eisenbahnergewerkschaften 1925 übernahm Scheffel den Vorsitz über den Einheitsverband der Eisenbahner Deutschlands.
Nachdem Scheffel bereits seit 1918 der Stadtverordnetenversammlung in Lichtenberg angehört hatte, zog er im Mai 1928 auf Reichswahlvorschlag der SPD in den Reichstag der Weimarer Republik ein. Da sein Mandat bei den folgenden vier Reichstagswahlen bestätigt wurde, gehörte er dem deutschen Parlament insgesamt knapp fünf Jahre an, bevor er im Juni 1933 zusammen mit den übrigen SPD-Abgeordneten im Parlament auf Anordnung der nationalsozialistischen Regierung aus dem Reichstag ausgeschlossen wurde. Zu den bedeutenden parlamentarischen Ereignissen, an denen Scheffel während seiner Abgeordnetenzeit beteiligt war, zählte unter anderem die Abstimmung über das Ermächtigungsgesetz im März 1933: Scheffel war dabei einer von 94 Abgeordneten die gegen die Annahme des Gesetzes stimmte, das die juristische Grundlage für die Errichtung der nationalsozialistischen Diktatur war, und das mit 444 zu 94 Stimmen angenommen wurde.

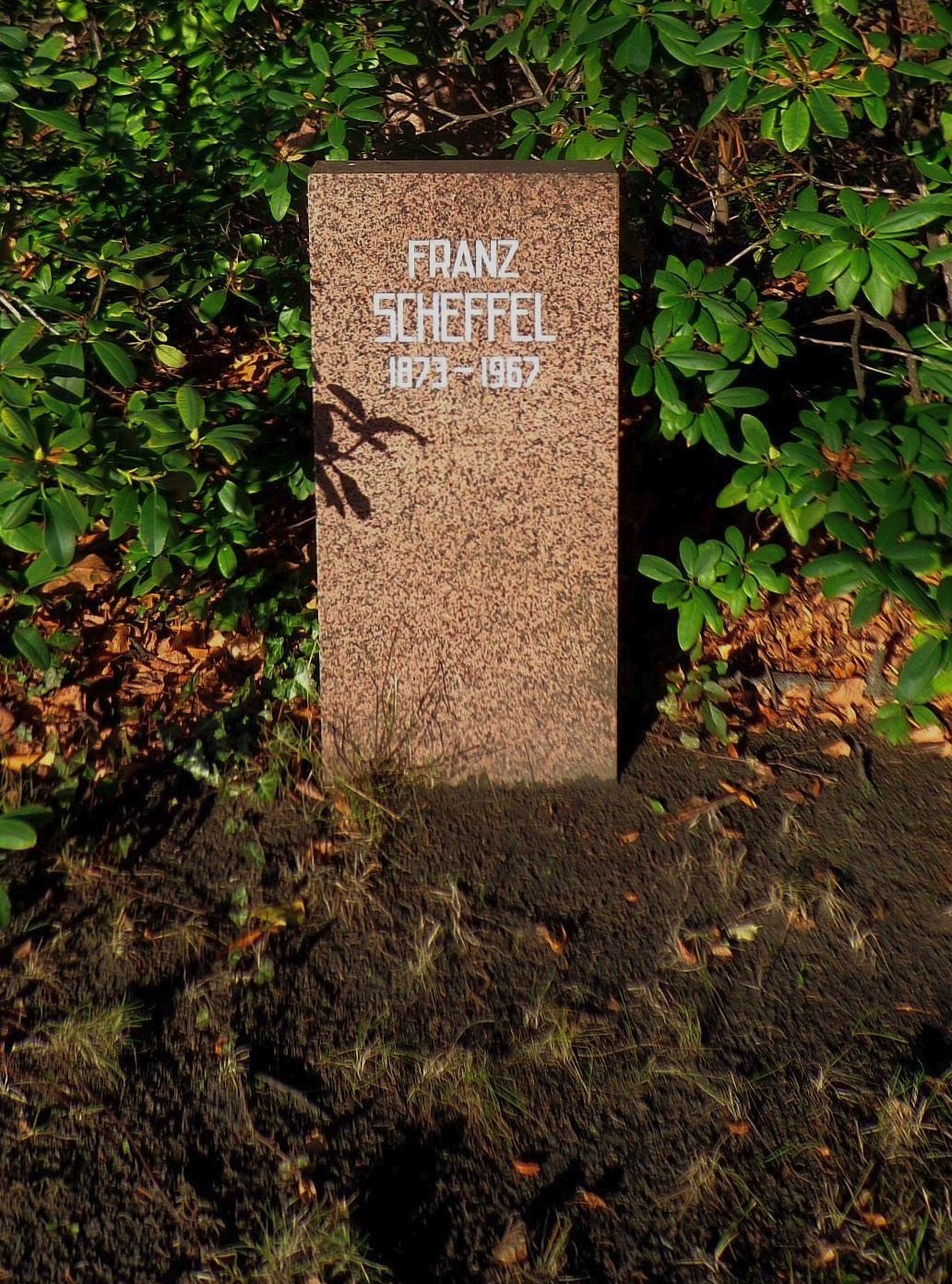
Grabstätte

1932 wandte sich Scheffel gegen die Generalstreikspläne in der Gewerkschaftsbewegung. Von seinem Amt als Vorsitzender der Eisenbahnergewerkschaft trat Scheffel unter Zwang „freiwillig“ zurück, „um dem Wirken unseres Verbandes auf neuer Grundlage in keiner Weise hinderlich zu sein.“ In den folgenden Jahren wurde er mehrmals kurzzeitig in Schutzhaft genommen und unter Polizeiaufsicht gestellt.
Nach 1945 lebte Scheffel in Berlin. 1946 trat er der SED bei und war bis 1961 Vorsitzender des Arbeitskreises Verdienter Gewerkschaftsveteranen beim Zentralvorstand der IG Eisenbahn und Mitglied des zentralen Arbeitskreises beim FDGB-Bundesvorstand. Er starb 1967. Seine Urne wurde in der Grabanlage Pergolenweg des Berliner Zentralfriedhofs Friedrichsfelde beigesetzt.

## Schriften
- Ist die Sabotage ein gewerkschaftliches Kampfmittel? In: Sozialistische Monatshefte, 1912, 16 = 18(1912), Heft 4, S. 239–241. Digitalisat
- Die Geschichte der deutschen Eisenbahnerbewegung, s.l.e.a. (Manuskript; verwahrt in SAPMO Barch; DY-40-26/90/7164)
- Deutsche Gewerkschaftseinheit. Hrsg. von August Reitz, Franz Scheffel. Mitbegründet von Josef Orlopp und Theodor Brylla. Verlag Tribüne, Berlin 1. Mai 1959–1962.
- Willkommen in Köln am Rhein. In: Der Deutsche Eisenbahner 9 (1925), Heft 25, S. 116.